# Wolfgang Rosenberg (Ökonom)
Wolfgang Rosenberg (geboren 4. Januar 1915 in Berlin; gestorben 16. Februar 2007) war ein neuseeländischer Ökonom.

## Leben
Wolfgang Rosenberg war ein Sohn des Berliner Rechtsanwalts Curt Edmund Rosenberg (1874–1964) und der Elsa Stein. Sein Bruder Gerhard Rosenberg (1912–1995) wurde Architekt und Stadtplaner in Neuseeland. Seine Schwester floh 1939 mit den Eltern nach Schottland.
Rosenberg war als Schüler Mitglied der sozialistischen Jugendorganisation. In der Zeit der Weltwirtschaftskrise machte er 1932 das Abitur und begann eine Lehre bei der Reichskreditgesellschaft in Berlin. Nach der Machtergreifung der Nationalsozialisten 1933 verlor er aufgrund jüdischer Herkunft die Stelle. Rosenberg emigrierte 1937 nach England und von dort nach Neuseeland, wo er sich als Hilfsarbeiter durchschlug. Von 1938 bis 1942 studierte er Betriebswirtschaft an der Victoria University of Wellington und erhielt 1943 einen Abschluss als Master of Commerce (M.Com.) Von 1944 bis 1946 war Rosenberg Soldat der Royal New Zealand Air Force. Rosenberg heiratete 1946 die Neuseeländerin Ann Eichelbaum (1921–2007), sie hatten drei Kinder.
Rosenberg wurde 1946 Lecturer und später Reader für Ökonomie an der University of Canterbury in Christchurch und lehrte dort bis 1980. Er war einer der Gründer des Canterbury Council for Civil Liberties. Rosenberg kommentierte über die Jahre die neuseeländische Wirtschaftspolitik und kritisierte in den 1980er Jahren die Rogernomics.
1979 machte er einen Abschluss in Jura und wurde 1980 freier Rechtsanwalt. Bis zum Jahr 1999 war er Armenanwalt und beriet Gewerkschaften.
Rosenberg erhielt 2000 den New Zealand Order of Merit (Companion, CNZM).

## Schriften (Auswahl)
- Compulsory arbitration : barrier to progress? Wellington : Modern Books, 1952
- Wage increases are not futile. Auckland : Progressive Books, 1954
- Full employment : can the New Zealand economic miracle last? Wellington : A.H. & A.W. Reed, 1960
- New Zealand on a new road : after IMF - what? Christchurch : New Zealand Monthly Review Society, 1961
- What every New Zealander should know about the International Monetary Fund : why New Zealand should not join. Christchurch : New Zealand Monthly Review Society, 1961
- What every New Zealander should know about E.E.C. : the European Economic Community and you. Christchurch : New Zealand Monthly Review Society, 1962
- What every New Zealander should know about the effects of import controls and industrialization on New Zealand. Christchurch : New Zealand Monthly Review Society, 1965
- Foreign investment in New Zealand. Christchurch : New Zealand Monthly Review Society, 1966
- A guidebook to New Zealand's future. Winds of change over New Zealand. Christchurch, N.Z. : Caxton, 1968
- Import controls and full employment-- or else! : an essay on some of the reasons why New Zealanders are still well off and a danger that threatens them. Christchurch : New Zealand Monthly Review Society, 1972
- Money in New Zealand : banking, credit and inflation. Wellington : Reed Education, 1973
- Capitalism in New Zealand & perspectives of a co-operative society. Wellington : New Zealand Student Christian Movement, 1975
- Civil liberties and industrial law. Dunedin : Otago Council for Civil Liberties, 1976
- A preview of New Zealand's future : inflation and stabilisation : the long term problem. Christchurch, N.Z. : University of Canterbury, 1977
- The coming depression and how to overcome it. Christchurch : New Zealand Monthly Review Society, 1978
- What every New Zealander should know about the coming depression and how to overcome it. Christchurch : New Zealand Monthly Review Society, 1978
- CER : closer economic relations with Australia : sanity or sell-out? Christchurch : New Zealand Monthly Review Society, 1982
- The magic square : what every New Zealander should know about Rogernomics and the alternatives. Christchurch : New Zealand Monthly Review Society, 1986
- New Zealand can be different and better : why deregulation does not work. Christchurch, N.Z. : New Zealand Monthly Review Society, 1993